# Westendstraße 1
Westendstraße 1 (również Westend 1, Westend Tower lub Kronenhochhaus) – wieżowiec we Frankfurcie nad Menem o wysokości 208 metrów, posiadający 53 piętra. Jego budowa została zakończona w 1993 roku. Służy jako siedziba DZ Bank.

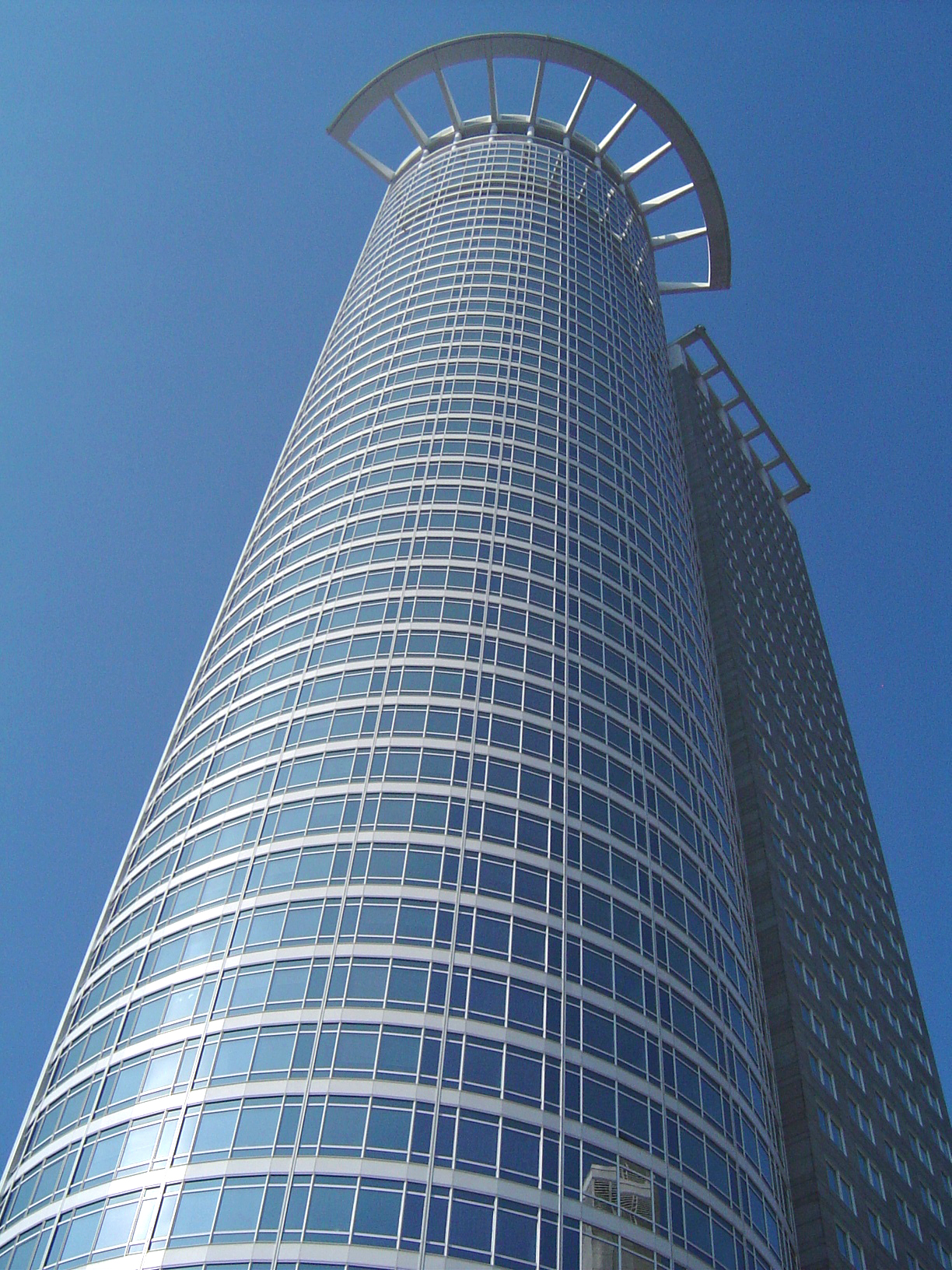
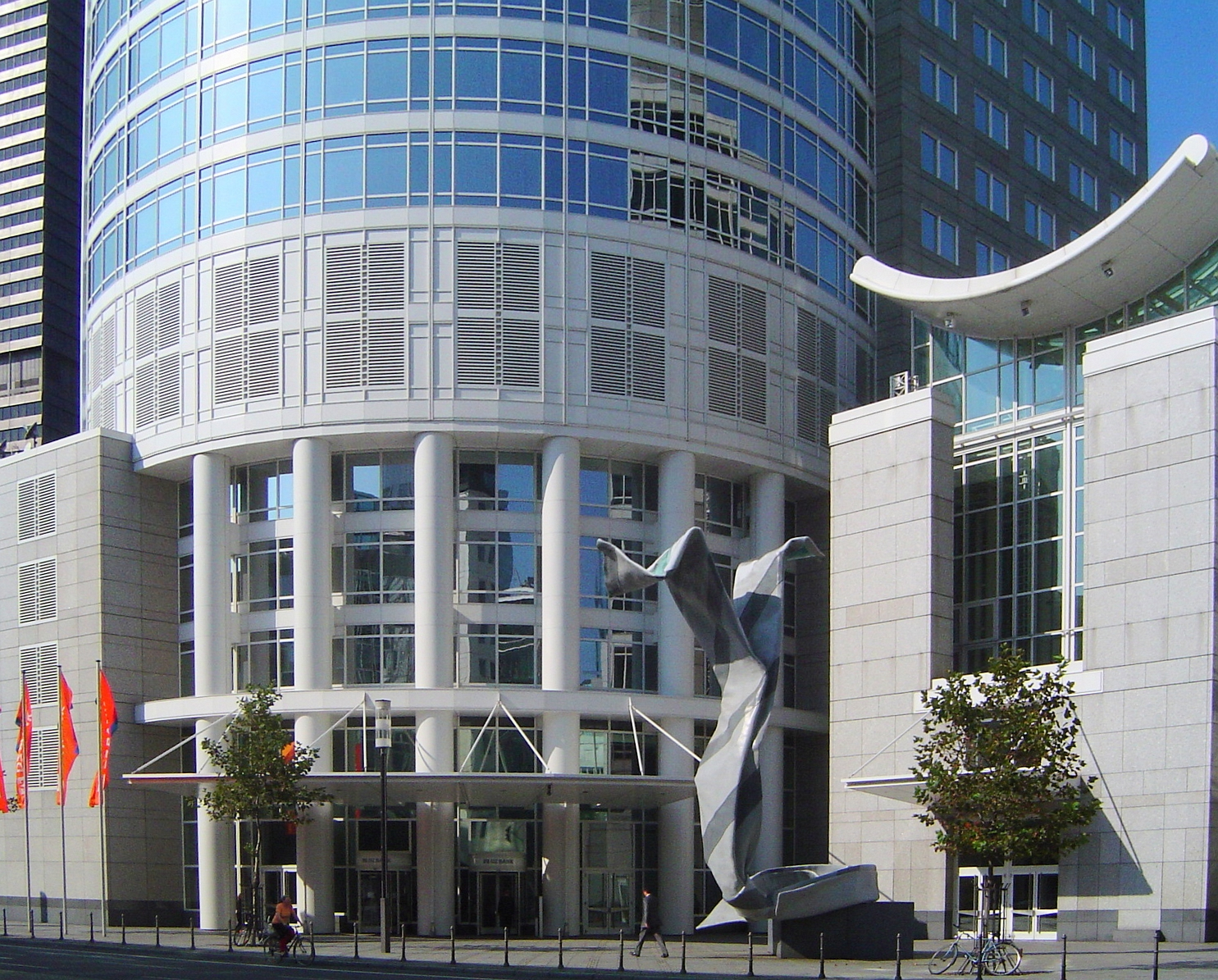